# ملچینو
ملچینو (به بلغاری: Mlechino) یک منطقهٔ مسکونی در بلغارستان است که در شهرستان آردینو واقع شده‌است.
 ملچینو ۵٫۴۲۳ کیلومتر مربع مساحت و ۳۱۴ نفر جمعیت دارد.